# فوغ (مجلة)
مجلة فوغ (بالإنجليزية: Vogue)‏ هي مجلة عالمية تُعنى بالموضة وأسلوب الحياة في العالم وتصدر شهرياً في 23 نسخة محلية وإقليمية من شركة «كوندي ناست». وتعني كلمة فوغ «على الموضة» في اللغة الفرنسية.

## تاريخ المجلة

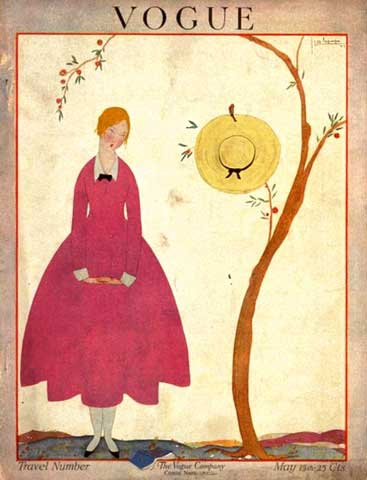
غلاف العدد الأول الصادر في ديسمبر/كانون الثاني عام 1892 (مجلة فوغ الأميريكية)

### السنوات الأولى
في عام 1892 أسس آرثر تيرنور Arthur Turnure مجلة فوغ كإصدار أسبوعي في الولايات المتحدة برعاية كريستوفر رايت Kristoffer Wright ;. ونـُشر العددُ الأول من المجلة في 17 ديسمبر/ كانون الثاني في العام ذاته. وقد هدف تيرنور إلى تأسيس إصدار يحتفي بـ «الجانب الاحتفالي في الحياة»؛ إصدارٌ يجذب الرجال الحكماء والنساء اللائي بدأن حياتهن الاجتماعية على حد سواء، وكذلك رجال الأعمال والنساء الجميلات. واستهدفت المجلة الطبقة الأرستقراطية، حديثة التكوين في نيويورك منذ تأسيسها وعملت على نشر عادات اجتماعية في بلد لم يعرِ اهتماماً للطبقية والمراسم كما هو الحال في إنجلترا أو فرنسا. وقد اهتمت المجلة أساساً في ذلك الوقت بالموضة، إلى جانب تغطية الشؤون الرياضية والاجتماعية لقراءها الرجال.

### كوندي ناست
اشترى كوندي مونروس ناست Condé Montrose Nast مجلة فوغ عام 1905، قبل عام من وفاة تيرنور، وعمل تدريجياً على تطوير المجلة وحولها إلى إصدار نصف أسبوعي كما بدأ في طباعة فوغ في الخارج بحلول العقد الثاني من القرن العشرين. وقد بدأ في طبع فوغ في بريطانيا بعد زيارته لها عام 1916 ثم بعد ذلك في إسبانيا وإيطاليا وفرنسا ‏ عام 1920، حيث لاقت المجلة قبولاً كبيراً. وقد ازداد معدل طباعة المجلة وأرباحها بصورة كبيرة تحت إدارة ناست. وبحلول عام 1911، اكتسبت العلامة التجارية لفوغ شهرة ما زالت تحتفظ بها وتستهدف جمهوراً راقياً، كما توسعت في تغطية حفلات الزفاف.

### ما بين العشرينات والسبعينات من القرن العشرين
ارتفع عدد الاشتراكات في المجلة أثناء فترة الكساد الكبير ومرة أخرى أثناء الحرب العالمية الثانية. وعمل الناقد المعروف ورئيس تحرير مجلة فانيتي فير Vanity Fair ‏ فرانك كراونينشيلد فرانك كراونينشيلد خلال هذه الفترة كرئيس تحرير لمجلة فوغ بعد أن تم نقله من فانيتي فير من قبل ناشرها کوندي نست بابليكايشن.
يشير لييرد بوريلي Laird Borrelli إلى أن فوغ بدأت في خفض عدد رسومات الأزياء في نهاية الثلاثينات من القرن الحادي والعشرين عندما استبدلت رسومات أغلفتها الشهيرة لفنانين مثل دغمار فرويشين Dagmar Freuchen بالصور الفوتغرافية.
في الستينات من القرن الحادي والعشرين ومع تولي ديانا فرييلاند ديانا فريلاند رئاسة تحرير المجلة، بدأت المجلة تأثراً بشخصية فرييلاند في جذب شباب حركة الثورة الجنسية بالتركيز أكثر على الأزياء الحديثة والخواص التحريرية التي تناقش الميول الجنسية بصراحة. من أجل ذلك الهدف، وسّعت فوغ تغطيتها لتشمل بوتيكات في منطقة ايست فيلدج East Village ‏ مثل ليمبو Limbo في سانت مارك بليس St. Mark's Place إضافة إلى سمات شخصيات معروفة مثل اندي وارهول آندي وارهول، والنجمة الشهيرة جين هولزر Jane Holzer ‏ وإيحاتها المعروفة. وواصلت فوغ أيضاً في إشهار عارضات الازياء وهو تقليد استمر مع سوزي باركر سوزي باركر وتويجي تويغي وجين شريمبتون جان شريمبتون ولورين هاتون لورين هاتون وفريشكا فيروشكا فون ليندورف وماريسا برينسون ماريسا بيرينسون وبنيلوبي تري Penelope Tree وأخريات.
أصبحت فوغ مجلة شهرية عام 1973. وبعد تولي غريس ميرابيلا Grace Mirabella رئاسة التحرير، شهدت المجلة تغييرات شاملة في التحرير والتصميم تجاوباً مع التغييرات في أساليب حياة الجمهور الذي تستهدفه.

## آنا ونتر تتسلم الإدارة
أصبحت آنا ونتر آنا وينتور رئيسة تحرير فوغ الأمريكية في يوليو/تموز عام 1988. آنا التي اشتهرت بشعرها القصير ذي القصة المميزة ونظاراتها الشمسية قد سعت جاهدة لتجديد هذه العلامة التجارية وذلك عن طريق جعلها أكثر حيويةً وتوفراً. فقد ركزت على مفاهيم جديدة للموضة وجعلتها متاحة لشريحة أكبر. مكن تأثير ونتر المجلة من الحفاظ على نسبة انتشارها العالية في الوقت الذي اكتشف فيه طاقم العمل صرعات جديدة يمكن لجمهور أكبر القدرة على تحمل تكاليفها. فمثلاُ غلاف المجلة الافتتاحي والذي حررته ونتر تميز باحتوائه على صورة بحجم ثلاثة أرباع لميكايلا بيركو ميكايلا بيركو، عارضة الأزياء الإسرائيلية، وهي ترتدي سترة مرصعة بالجواهر من ماركة كريستيان لاكروي كريستيان لاكروا وبنطال جينز وهو تميز أضافته ونتر وتغيير عن سابقيها والذين اعتادوا على تضمين صور تحتوي على وجوه النساء فقط والذي وصفته جريدة التايمز Times بأنه أعطى أهمية كبيرة لكل من ملابسها وجسدها. وكتبت غريس كودينجتون غريس كودينتون، محررة موضة، في مذكراتها أن الغلاف " دعم موقف ديمقراطي جديد سواء كان قوياً أو ضعيفاً حول ارتداء الأزياء وأضاف إليها روح الشباب المندفعة بشكل أنيق بالإضافة إلى أنه زينها بالطاقة المليئة بالثقة ودفع بالمجلة للأمام. كانت هذه آنا المتطورة والتي استمرت كرئيسة تحرير لفوغ الأمريكية إلى يومنا هذا Wintour continues to be American Vogue's editor-in-chief to this day.
.
رؤية ونتر المختلفة والمغايرة لسابقيها كانت لافتة للنظر بالنسبة لكل من المؤيدين والنقاد. ناقشت أماندا فورتيني Amanda Fortini والمشاركة في الأناقة والأزياء في مجلة سليت سلايت بأن سياسة ونتر لطالما كانت مفيدة لمجلة فوغ.
منذ شهر يونيو/حزيران عام 2012 تميز غلاف المجلة باحتوائه على أربعة رجال فقط وهم:
- ريتشارد جير ريتشارد جير مع سيندي كروفرد سيندي كروفورد في نوفمبر/تشرين الثاني عام 1992.
- جورج كلوني جورج كلوني مع جيزل بوندين جيزيل بوندشين في يونيو/حزيران عام 2002.
- ليبورن جيمس ليبرون جيمز مع جيزل بوندين في أبريل/نيسان عام 2008
- وأخيراً رايان لوتا ريان لوكتي مع هوب سولو هوب سولو وسيرينا وليامز سيرينا ويليامز في يونيو/حزيران عام 2012.

## فوغ الآن
وصل معدل نشر مطبوعات المجلة إلى 11.3 مليون منذ أكتوبر/تشرين الأول عام 2013 بينما وصل المعدل الشهري لقارئي المجلة على الموقع الإلكتروني إلى 1.6 مليون. ومتوسط عمر القارئ هو 37.9 بينما انقسم جنس القراء إلى 78% من الإناث و13% من الذكور.
صادف مايو/آيار عام 2013 الذكرى الأولى لمبادرة الجسم الصحي التي تبناها رؤساء تحرير المجلة الدوليون. وتمثل المبادرة التزاماً من المحررين للترويج للمظهر الإيجابي للجسم في محتويات النسخ المتعددة التي تصدرها المجلة. وشرحت محررة النسخة الأسترالية إدوينا ماكان Edwina McCann ما يلي:

«نبتعد الآن في هذه المجلة عن تلك الفتيات الصغيرات جداً وذوات الأجسام النحيلة. بعد سنة من الآن سنسأل أنفسنا ماذا ستفعل فوغ بهذا الخصوص؟ ومثل هذه المشكلة (مشكلة يونيو/حزيران عام 2013) هي ما يمكننا فعله بهذا الخصوص. لو كنت على علم بأن هناك فتاة تشعر بالمرض خلال جلسة تصوير لمنعت هذه الجلسة من الاستمرار أو إذا كانت فتاة تعاني من مشاكل في التغذية فلن أقوم بتصويرها»
نشر العدد الأسترالي بعنوان الجسم "Body Issue" في شهر يونيو/حزيران عام 2013 عددا من المقالات عن التغذية والتمارين بالإضافة إلى صور عارضات أزياء Plus-size model ذوات الأجساد الممتلئة. ظهرت عارضة الأزياء الممتلئة روبين لاولي الأسترالية والمقيمة بنيويورك بملابس سباحة في عدد جون وقد ظهرت سابقا على غلاف فوغ الإيطالية Vogue Italia.

## تأثير الموضة

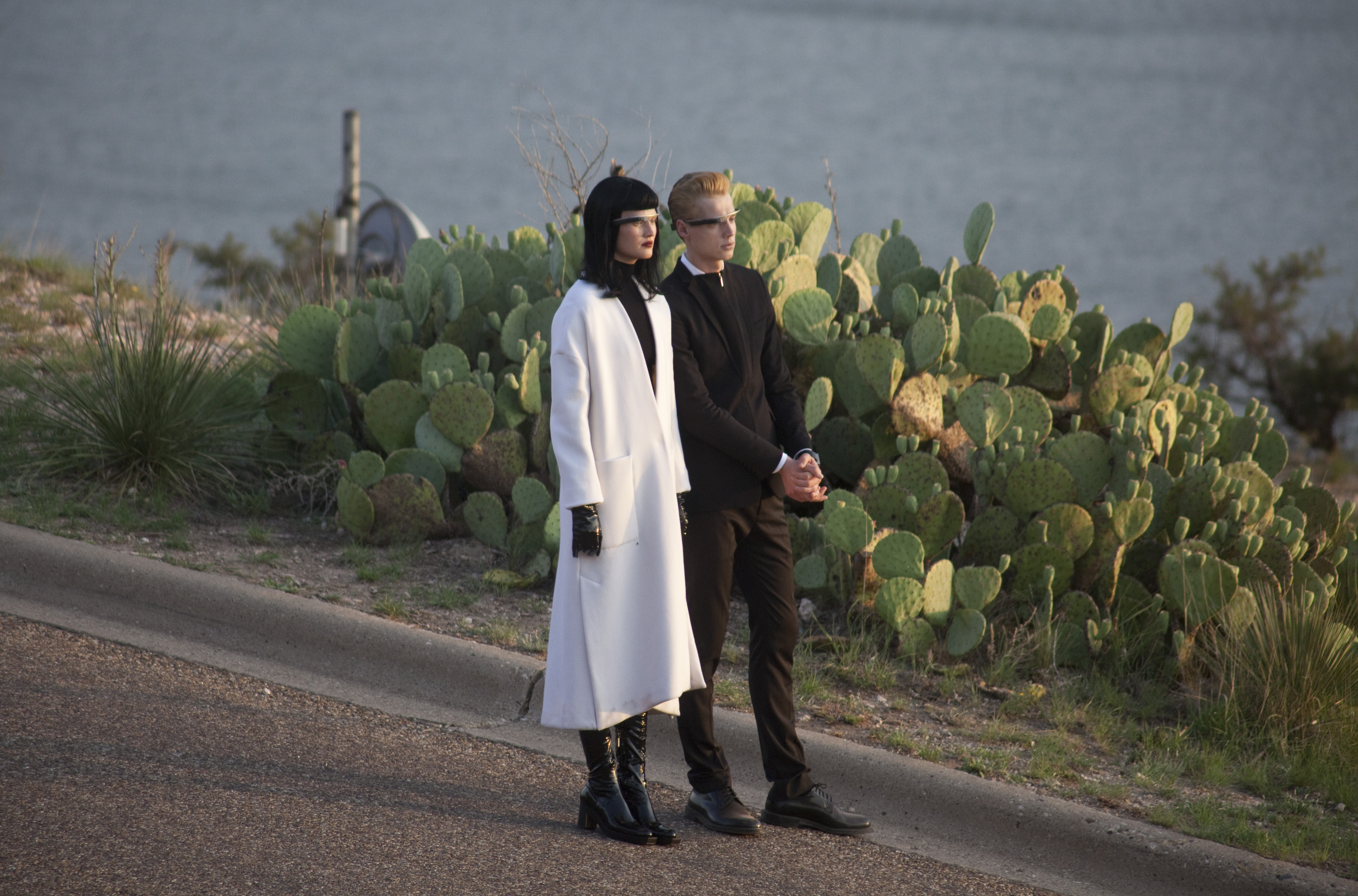
Models توني غارن and brother Niklas Garrn wearing نظارات جوجل during the 2013 September issue fashion photo shoot in رانسوم كانيون (June 25, 2013).

في عدد ديسمبر/كانون الثاني عام 2006 في صحيفة النيويورك تايمز نيويورك تايمز وصفت الناقدة كاورولاين ويبر Caroline Weber مجلة فوغ بأنها مجلة الموضة الأكثر تأثيرا في العالم  فقد أعلنت المجلة عن وصولها إلى 11 مليون قارئ في الولايات المتحدة و12 ونصف مليون قارئ حول العالم إضافة إلى ذلك، تعتبر وينتور Anna Wintour من أقوى الشخصيات في عالم الموضة.

## تكنولوجياً
تشاركت غوغل Google مع فوغ للترويج لنظارة غوغل في عددها الصادر في سبتمبر/أيلول عام 2013 والذي خصَص اثني عشرة صفحة لهذا المشروع  وصرح المسؤول عن إدارة الاتصالات لفريق نظارة غوغل كريس دايل Chris Dale:

## اقتصادياَ
في عام 2009 أطلقت وينتور مبادرة باسم ليلة الموضة Fashion Night من أجل إنعاش الاقتصاد عقب الانهيار الاقتصادي في عامي 2007 و2008 وذلك عن طريق جذب الجماهير للعودة إلى بيئة البيع بالتجزئة والتبرع بالعائدات إلى مختلف الأعمال الخيرية. شاركت فوغ في استضافة هذا الحدث في سبع وعشرين مدينة في الولايات المتحدة وخمسة عشر بلد حول العالم والذي ضمً تجار تجزئة على الإنترنت في بداية عام 2011  وقد أثير جدل حول الأرباح الفعلية لهذا الحدث في الولايات المتحدة مما أدى إلى احتمالية إلغائه في عام 2013 وبالرغم من ذلك لا يزال هذا الحدث مستمرا في تسعة عشر موقع عالمي.

## سياسياً
أظهرت فوغ بعض القضايا السياسية والثقافية البارزة كعرض البرقع ونشر مقالات عن نساء مسلمات شهيرات وكيفية تفاعلهن مع الموضة وتأثير الثقافات المختلفة على أزياء وحياة النساء. كما قامت فوغ برعاية مبادرة "جمال بلا حدود" متبرعة بمبلغ وقدره خمسة وعشرون ألف دولار أمريكي والذي خُصص لإنشاء مدرسة للتجميل للنساء الأفغانيات. صرًحت وينتور "لا تقتصر مساعدتنا في هذه المدرسة على تحسين شعور ومظهر النساء الأفغانيات فحسب ولكن في منحهن فرص للعمل أيضا". في فيلم لليز ميرمين الوثائقي "أكاديمية كابول للجمال" والذي سلط الضوء على هيمنة معايير الجمال الغربية تنتقد ليز المدرسة مضيفة " إن هذه المدرسة لم تُوصف بأنها ناجحة اللا لكونها ساهمت في زيادة الطلب على منتجات التجميل الأمريكية "".
وقبل الحملات الانتخابية الأمريكية في عام 2012، استغلت وينتور نفوذها في عالم الموضة في استضافة العديد من حفلات جمع التبرعات لدعم حملة أوباما. كانت الحفلة الأولى في عام 2010 عبارة عن حفل عشاء برسم دخول يبلغ ثلاثون الف دولار أمريكي للشخص أما في مبادرة منصة الفوز "Runway To Win" فقد تم توظيف مصممين بارزين لصنع قطع تدعم الحملة.

## اجتماعياً
ميت بول Met Ball هو احتفال تستضيفه فوغ سنويا للاحتفاء بافتتاح معرض الازياء في متحف الميتروبيليتان Metropolitan Museum ويعتبر الحدث الأبرز في عالم الموضة ويحضره عدد من مشاهير الصف الأول والسياسيين والمصممين ومحرري الموضة.تستضيف فوغ هذا الحدث منذ عام 1971 بإدارة رئيسة التحرير دايانا فريلاند Diana Vreeland. وفي عام 2013 أطلقت فوغ عددا خاصا بعنوان «الظهور النهائي في داخل مت جالا لعام 2013».